# Olympische Sommerspiele 1984/Schwimmen
Bei den XXIII. Olympischen Sommerspielen 1984 in Los Angeles wurden im Schwimmen insgesamt 31 Wettbewerbe ausgetragen, 15 für Männer und 14 für Frauen. Hinzu kamen erstmals zwei Wettbewerbe im Synchronschwimmen.

## Männer

### 100 m Freistil
| Platz | Land | Athlet              | Zeit         |
| ----- | ---- | ------------------- | ------------ |
| 1     | USA  | Rowdy Gaines        | 49,80 s (OR) |
| 2     | AUS  | Mark Stockwell      | 50,24 s      |
| 3     | SWE  | Per Johansson       | 50,31 s      |
| 4     | USA  | Michael Heath       | 50,41 s      |
| 5     | SUI  | Dano Halsall        | 50,50 s      |
| 6     | VEN  | Alberto Mestre Sosa | 50,70 s      |
|       | FRA  | Stéphan Caron       | 50,70 s      |
| 8     | FRG  | Dirk Korthals       | 50,93 s      |

Finale am 31. Juli

### 200 m Freistil
| Platz | Land | Athlet              | Zeit                |
| ----- | ---- | ------------------- | ------------------- |
| 1     | FRG  | Michael Groß        | 1:47,44 min (WR/OR) |
| 2     | USA  | Michael Heath       | 1:49,10 min         |
| 3     | FRG  | Thomas Fahrner      | 1:49,69 min         |
| 4     | USA  | Jeffrey Float       | 1:50,18 min         |
| 5     | VEN  | Alberto Mestre Sosa | 1:50,23 min         |
| 6     | NED  | Frank Drost         | 1:51,62 min         |
| 7     | ITA  | Marco Dell'Uomo     | 1:52,20 min         |
| 8     | AUS  | Peter Dale          | 1:53,84 min         |

Finale am 29. Juli

### 400 m Freistil
| Platz | Land | Athlet          | Zeit        |
| ----- | ---- | --------------- | ----------- |
| 1     | USA  | George DiCarlo  | 3:51,23 min |
| 2     | USA  | John Mykkanen   | 3:51,49 min |
| 3     | AUS  | Justin Lemberg  | 3:51,79 min |
| 4     | FRG  | Stefan Pfeiffer | 3:52,91 min |
| 5     | FRA  | Franck Iacono   | 3:54,58 min |
| 6     | YUG  | Darjan Petrič   | 3:54,88 min |
| 7     | ITA  | Marco Dell'Uomo | 3:55,44 min |
| 8     | AUS  | Ron McKeon      | 3:55,48 min |

Finale am 2. August

### 1500 m Freistil
| Platz | Land | Athlet            | Zeit         |
| ----- | ---- | ----------------- | ------------ |
| 1     | USA  | Michael O’Brien   | 15:05,20 min |
| 2     | USA  | George DiCarlo    | 15:10,59 min |
| 3     | FRG  | Stefan Pfeiffer   | 15:12,11 min |
| 4     | FRG  | Rainer Henkel     | 15:20,03 min |
| 5     | FRA  | Franck Iacono     | 15:26,96 min |
| 6     | ITA  | Stefano Grandi    | 15:28,58 min |
| 7     | CAN  | David Shemilt     | 15:31,28 min |
| 8     | AUS  | Wayne Shillington | 15:38,18 min |

Finale am 4. August

### 100 m Rücken
| Platz | Land | Athlet       | Zeit    |
| ----- | ---- | ------------ | ------- |
| 1     | USA  | Rick Carey   | 55,79 s |
| 2     | USA  | David Wilson | 56,35 s |
| 3     | CAN  | Mike West    | 56,49 s |
| 4     | NZL  | Gary Hurring | 56,90 s |
| 5     | AUS  | Mark Kerry   | 57,18 s |
| 6     | SWE  | Bengt Baron  | 57,34 s |
| 7     | CAN  | Sandy Goss   | 57,46 s |
| 8     | NED  | Hans Kroes   | 58,07 s |

Finale am 3. August

### 200 m Rücken
| Platz | Land | Athlet            | Zeit        |
| ----- | ---- | ----------------- | ----------- |
| 1     | USA  | Rick Carey        | 2:00,23 min |
| 2     | FRA  | Frédéric Delcourt | 2:01,75 min |
| 3     | CAN  | Cameron Henning   | 2:02,37 min |
| 4     | BRA  | Ricardo Prado     | 2:03,05 min |
| 5     | NZL  | Gary Hurring      | 2:03,10 min |
| 6     | FRG  | Nicolaj Klapkarek | 2:03,95 min |
| 7     | ESP  | Ricardo Aldabe    | 2:04,53 min |
| 8     | AUS  | David Orbell      | 2:04,67 min |

Finale am 31. Juli

### 100 m Brust
| Platz | Land | Athlet            | Zeit                |
| ----- | ---- | ----------------- | ------------------- |
| 1     | USA  | Steve Lundquist   | 1:01,65 min (WR/OR) |
| 2     | CAN  | Victor Davis      | 1:01,99 min         |
| 3     | AUS  | Peter Evans       | 1:02,97 min         |
| 4     | GBR  | Adrian Moorhouse  | 1:03,25 min         |
| 5     | USA  | John Moffet       | 1:03,29 min         |
| 6     | AUS  | Brett Stocks      | 1:03,49 min         |
| 7     | FRG  | Gerald Mörken     | 1:03,95 min         |
| 8     | ITA  | Raffaele Avagnano | 1:04,11 min         |

Finale am 29. Juli

### 200 m Brust
| Platz | Land | Athlet            | Zeit                |
| ----- | ---- | ----------------- | ------------------- |
| 1     | CAN  | Victor Davis      | 2:13,34 min (WR/OR) |
| 2     | AUS  | Glenn Beringen    | 2:15,79 min         |
| 3     | SUI  | Étienne Dagon     | 2:17,41 min         |
| 4     | USA  | Richard Schroeder | 2:18,03 min         |
| 5     | CAN  | Ken Fitzpatrick   | 2:18,86 min         |
| 6     | COL  | Pablo Restrepo    | 2:18,96 min         |
| 7     | POR  | Alexandre Yokochi | 2:20,69 min         |
|       | ITA  | Marco del Prete   | DQ                  |

Finale am 2. August

### 100 m Schmetterling
| Platz | Land | Athlet          | Zeit            |
| ----- | ---- | --------------- | --------------- |
| 1     | FRG  | Michael Groß    | 53,08 s (WR/OR) |
| 2     | USA  | Pablo Morales   | 53,23 s         |
| 3     | AUS  | Glenn Buchanan  | 53,85 s         |
| 4     | VEN  | Rafael Vidal    | 54,27 s         |
| 5     | GBR  | Andy Jameson    | 54,28 s         |
| 6     | NZL  | Anthony Mosse   | 54,93 s         |
| 7     | FRG  | Andreas Behrend | 54,95 s         |
| 8     | SWE  | Bengt Baron     | 55,14 s         |

Finale am 30. Juli

### 200 m Schmetterling
| Platz | Land | Athlet          | Zeit                |
| ----- | ---- | --------------- | ------------------- |
| 1     | AUS  | Jonathan Sieben | 1:57,04 min (WR/OR) |
| 2     | FRG  | Michael Groß    | 1:57,40 min         |
| 3     | VEN  | Rafael Vidal    | 1:57,51 min         |
| 4     | USA  | Pablo Morales   | 1:57,75 min         |
| 5     | NZL  | Anthony Mosse   | 1:58,75 min         |
| 6     | CAN  | Tom Ponting     | 1:59,37 min         |
| 7     | CAN  | Peter Ward      | 2:00,39 min         |
| 8     | USA  | Patrick Kennedy | 2:01,03 min         |

Finale am 3. August

### 200 m Lagen
| Platz | Land | Athlet            | Zeit                |
| ----- | ---- | ----------------- | ------------------- |
| 1     | CAN  | Alexander Baumann | 2:01,42 min (WR/OR) |
| 2     | USA  | Pablo Morales     | 2:03,05 min         |
| 3     | GBR  | Neil Cochran      | 2:04,38 min         |
| 4     | GBR  | Robin Brew        | 2:04,52 min         |
| 5     | USA  | Steve Lundquist   | 2:04,91 min         |
| 6     | JAM  | Andrew Phillips   | 2:05,60 min         |
| 7     | FRG  | Nicolaj Klapkarek | 2:05,88 min         |
| 8     | FRG  | Ralf Diegel       | 2:06,66 min         |

Finale am 4. August

### 400 m Lagen
| Platz | Land | Athlet              | Zeit                |
| ----- | ---- | ------------------- | ------------------- |
| 1     | CAN  | Alexander Baumann   | 4:17,41 min (WR/OR) |
| 2     | BRA  | Ricardo Prado       | 4:18,46 min         |
| 3     | AUS  | Robert Woodhouse    | 4:20,50 min         |
| 4     | USA  | Jesse Vassallo      | 4:21,46 min         |
| 5     | ITA  | Maurizio Divano     | 4:22,76 min         |
| 6     | USA  | Jeff Kostoff        | 4:23,28 min         |
| 7     | GBR  | Stephen Poulter     | 4:25,80 min         |
| 8     | ITA  | Giovanni Franceschi | 4:26,05 min         |

Finale am 30. Juli

### 4 × 100 m Freistil
| Platz | Land | Athleten                                                          | Zeit                |
| ----- | ---- | ----------------------------------------------------------------- | ------------------- |
| 1     | USA  | Christopher Cavanaugh Michael Heath Matt Biondi Rowdy Gaines      | 3:19,03 min (WR/OR) |
| 2     | AUS  | Gregory Fasala Neil Brooks Michael William Delany Mark Stockwell  | 3:19,68 min         |
| 3     | SWE  | Thomas Lejdström Bengt Baron Mikael Örn Per Johansson             | 3:22,69 min         |
| 4     | FRG  | Dirk Korthals Andreas Schmidt Alexander Schowtka Michael Groß     | 3:22,98 min         |
| 5     | GBR  | David Lowe Roland Lee Paul Easter Richard Burrell                 | 3:23,61 min         |
| 6     | FRA  | Stéphan Caron Laurent Neuville Dominique Bataille Bruno Lesaffre  | 3:24,63 min         |
| 7     | CAN  | David Churchill Blair Hicken Alex Baumann Sandy Goss              | 3:24,70 min         |
| 8     | ITA  | Marcello Guarducci Marco Colombo Metello Savino Fabrizio Rampazzo | 3:24,97 min         |

Finale am 2. August

### 4 × 200 m Freistil
| Platz | Land | Athleten                                                        | Zeit                |
| ----- | ---- | --------------------------------------------------------------- | ------------------- |
| 1     | USA  | Michael Heath David Larson Jeffrey Float Bruce Hayes            | 7:15,69 min (WR/OR) |
| 2     | FRG  | Thomas Fahrner Dirk Korthals Alexander Schowtka Michael Groß    | 7:15,73 min         |
| 3     | GBR  | Neil Cochran Paul Easter Paul Howe Andrew Astbury               | 7:24,78 min         |
| 4     | AUS  | Peter Dale Justin Lemberg Ron McKeon Graeme Brewer              | 7:25,63 min         |
| 5     | CAN  | Sandy Goss Wayne Kelly Peter Szmidt Alex Baumann                | 7:26,51 min         |
| 6     | SWE  | Michael Söderlund Tommy Werner Anders Holmertz Thomas Lejdström | 7:26,53 min         |
| 7     | NED  | Hans Kroes Peter Drost Edsard Schlingemann Frank Drost          | 7:26,72 min         |
| 8     | FRA  | Stéphan Caron Dominique Bataille Michel Pou Pierre Andraca      | 7:30,16 min         |

Finale am 30. Juli

### 4 × 100 m Lagen
| Platz | Land | Athleten                                                       | Zeit                |
| ----- | ---- | -------------------------------------------------------------- | ------------------- |
| 1     | USA  | Rick Carey Steve Lundquist Pablo Morales Rowdy Gaines          | 3:39,30 min (WR/OR) |
| 2     | CAN  | Mike West Victor Davis Tom Ponting Sandy Goss                  | 3:43,23 min         |
| 3     | AUS  | Mark Kerry Peter Evans Glenn Buchanan Mark Stockwell           | 3:43,25 min         |
| 4     | FRG  | Stefan Peter Gerald Mörken Michael Groß Dirk Korthals          | 3:44,26 min         |
| 5     | SWE  | Bengt Baron Peter Berggren Thomas Lejdström Per Johansson      | 3:47,13 min         |
| 6     | GBR  | Neil Harper Adrian Moorhouse Andy Jameson Richard Burrell      | 3:47,39 min         |
| 7     | SUI  | Patrick Ferland Étienne Dagon Theophile David Dano Halsall     | 3:47,93 min         |
|       | JPN  | Daichi Suzuki Shigehiro Takahashi Taihei Saka Hiroshi Sakamoto | DQ                  |

Finale am 4. August

## Frauen

### 100 m Freistil
| Platz | Land | Athletin             | Zeit    |
| ----- | ---- | -------------------- | ------- |
| 1     | USA  | Carrie Steinseifer   | 55,92 s |
|       | USA  | Nancy Hogshead       | 55,92 s |
| 3     | NED  | Annemarie Verstappen | 56,08 s |
| 4     | NED  | Conny van Bentum     | 56,43 s |
| 5     | AUS  | Michelle Pearson     | 56,83 s |
| 6     | FRG  | Susanne Schuster     | 56,90 s |
| 7     | GBR  | June Croft           | 57,11 s |
| 8     | AUS  | Angela Russell       | 58,09 s |

Finale am 29. Juli

### 200 m Freistil
| Platz | Land | Athletin             | Zeit        |
| ----- | ---- | -------------------- | ----------- |
| 1     | USA  | Mary Wayte           | 1:59,23 min |
| 2     | USA  | Cynthia Woodhead     | 1:59,50 min |
| 3     | NED  | Annemarie Verstappen | 1:59,69 min |
| 4     | AUS  | Michelle Pearson     | 1:59,79 min |
| 5     | NED  | Conny van Bentum     | 2:00,59 min |
| 6     | GBR  | June Croft           | 2:00,64 min |
| 7     | FRG  | Ina Beyermann        | 2:01,89 min |
| 8     | AUS  | Anna McVann          | 2:02,87 min |

Finale am 30. Juli

### 400 m Freistil
| Platz | Land | Athletin             | Zeit             |
| ----- | ---- | -------------------- | ---------------- |
| 1     | USA  | Tiffany Cohen        | 4:07,10 min (OR) |
| 2     | GBR  | Sarah Hardcastle     | 4:10,27 min      |
| 3     | GBR  | June Croft           | 4:11,49 min      |
| 4     | USA  | Kim Linehan          | 4:12,26 min      |
| 5     | AUS  | Anna McVann          | 4:13,95 min      |
| 6     | NED  | Jolande van der Meer | 4:16,05 min      |
| 7     | FRG  | Birgit Kowalczik     | 4:16,33 min      |
| 8     | CAN  | Julie Daigneault     | 4:16,41 min      |

Finale am 31. Juli

### 800 m Freistil
| Platz | Land | Athletin             | Zeit             |
| ----- | ---- | -------------------- | ---------------- |
| 1     | USA  | Tiffany Cohen        | 8:24,95 min (OR) |
| 2     | USA  | Michele Richardson   | 8:30,73 min      |
| 3     | GBR  | Sarah Hardcastle     | 8:32,60 min      |
| 4     | AUS  | Anna McVann          | 8:37,94 min      |
| 5     | ITA  | Carla Lasi           | 8:42,45 min      |
| 6     | NED  | Jolande van der Meer | 8:42,86 min      |
| 7     | ITA  | Monica Olmi          | 8:47,32 min      |
| 8     | CAN  | Karen Ward           | 8:48,12 min      |

Finale am 3. August

### 100 m Brust
| Platz | Land | Athletin            | Zeit             |
| ----- | ---- | ------------------- | ---------------- |
| 1     | NED  | Petra van Staveren  | 1:09,88 min (OR) |
| 2     | CAN  | Anne Ottenbrite     | 1:10,69 min      |
| 3     | FRA  | Catherine Poirot    | 1:10,70 min      |
| 4     | USA  | Tracy Caulkins      | 1:10,88 min      |
| 5     | SWE  | Eva-Marie Håkansson | 1:11,14 min      |
| 6     | JPN  | Hiroko Nagasaki     | 1:11,33 min      |
| 7     | USA  | Susan Rapp          | 1:11,45 min      |
| 8     | GBR  | Jean Hill           | 1:11,82 min      |

Finale am 2. August

### 200 m Brust
| Platz | Land | Athletin         | Zeit        |
| ----- | ---- | ---------------- | ----------- |
| 1     | CAN  | Anne Ottenbrite  | 2:30,38 min |
| 2     | USA  | Susan Rapp       | 2:31,15 min |
| 3     | BEL  | Ingrid Lempereur | 2:31,40 min |
| 4     | JPN  | Hiroko Nagasaki  | 2:32,93 min |
| 5     | AUS  | Sharon Kellett   | 2:33,60 min |
| 6     | FRG  | Ute Hasse        | 2:33,82 min |
| 7     | GBR  | Suki Brownsdon   | 2:35,07 min |
| 8     | USA  | Kim Rhodenbaugh  | 2:35,51 min |

Finale am 30. Juli

### 100 m Schmetterling
| Platz | Land | Athletin             | Zeit        |
| ----- | ---- | -------------------- | ----------- |
| 1     | USA  | Mary T. Meagher      | 59,26 s     |
| 2     | USA  | Jenna Johnson        | 1:00,19 min |
| 3     | FRG  | Karin Seick          | 1:01,36 min |
| 4     | NED  | Annemarie Verstappen | 1:01,56 min |
| 5     | CAN  | Michelle MacPherson  | 1:01,58 min |
| 6     | AUS  | Janet Tibbits        | 1:01,78 min |
| 7     | NED  | Conny van Bentum     | 1:01,94 min |
| 8     | FRG  | Ina Beyermann        | 1:02,11 min |

Finale am 2. August

### 200 m Schmetterling
| Platz | Land | Athletin         | Zeit             |
| ----- | ---- | ---------------- | ---------------- |
| 1     | USA  | Mary T. Meagher  | 2:06,90 min (OR) |
| 2     | AUS  | Karen Phillips   | 2:10,56 min      |
| 3     | FRG  | Ina Beyermann    | 2:11,91 min      |
| 4     | USA  | Nancy Hogshead   | 2:11,98 min      |
| 5     | GBR  | Samantha Purvis  | 2:12,33 min      |
| 6     | JPN  | Naoko Kume       | 2:12,57 min      |
| 7     | AUT  | Sonja Hausladen  | 2:15,38 min      |
| 8     | NED  | Conny van Bentum | 2:17,39 min      |

Finale am 4. August

### 100 m Rücken
| Platz | Land | Athletin         | Zeit        |
| ----- | ---- | ---------------- | ----------- |
| 1     | USA  | Theresa Andrews  | 1:02,55 min |
| 2     | USA  | Betsy Mitchell   | 1:02,63 min |
| 3     | NED  | Jolanda de Rover | 1:02,91 min |
| 4     | ROM  | Carmen Bunaciu   | 1:03,21 min |
| 5     | ROM  | Aneta Pătrășcoiu | 1:03,29 min |
| 6     | FRG  | Svenja Schlicht  | 1:03,46 min |
| 7     | GBR  | Beverley Rose    | 1:04,16 min |
| 8     | NZL  | Carmel Clark     | 1:04,47 min |

Finale am 31. Juli

### 200 m Rücken
| Platz | Land | Athletin         | Zeit        |
| ----- | ---- | ---------------- | ----------- |
| 1     | NED  | Jolanda de Rover | 2:12,38 min |
| 2     | USA  | Amy White        | 2:13,04 min |
| 3     | ROM  | Aneta Pătrășcoiu | 2:13,29 min |
| 4     | AUS  | Georgina Parkes  | 2:14,37 min |
| 5     | USA  | Tori Trees       | 2:15,73 min |
| 6     | FRG  | Svenja Schlicht  | 2:15,93 min |
| 7     | ROM  | Carmen Bunaciu   | 2:16,15 min |
| 8     | NZL  | Carmel Clark     | 2:17,89 min |

Finale am 4. August

### 200 m Lagen
| Platz | Land | Athletin         | Zeit             |
| ----- | ---- | ---------------- | ---------------- |
| 1     | USA  | Tracy Caulkins   | 2:12,64 min (OR) |
| 2     | USA  | Nancy Hogshead   | 2:15,17 min      |
| 3     | AUS  | Michelle Pearson | 2:15,92 min      |

Finale am 3. August

### 400 m Lagen
| Platz | Land | Athletin         | Zeit        |
| ----- | ---- | ---------------- | ----------- |
| 1     | USA  | Tracy Caulkins   | 4:39,24 min |
| 2     | AUS  | Suzanne Landells | 4:48,30 min |
| 3     | FRG  | Petra Zindler    | 4:48,57 min |

Finale am 29. Juli

### 4 × 100 m Freistil
| Platz | Land | Athletinnen                                                     | Zeit        |
| ----- | ---- | --------------------------------------------------------------- | ----------- |
| 1     | USA  | Jenna Johnson Carrie Steinseifer Dara Torres Nancy Hogshead     | 3:43,43 min |
| 2     | NED  | Annemarie Verstappen Elles Voskes Desi Reijers Conny van Bentum | 3:44,40 min |
| 3     | FRG  | Iris Zscherpe Susanne Schuster Christiane Pielke Karin Seick    | 3:45,56 min |

Finale am 31. Juli

### 4 × 100 m Lagen
| Platz | Land | Athletinnen                                                   | Zeit        |
| ----- | ---- | ------------------------------------------------------------- | ----------- |
| 1     | USA  | Theresa Andrews Tracy Caulkins Mary T. Meagher Nancy Hogshead | 4:08,34 min |
| 2     | FRG  | Svenja Schlicht Ute Hasse Ina Beyermann Karin Seick           | 4:11,97 min |
| 3     | CAN  | Reema Abdo Anne Ottenbrite Michelle MacPherson Pamela Rai     | 4:12,98 min |

Finale am 3. August